# Friedrich Dragon
Friedrich Dragon (* 2. August 1929 in Krems an der Donau, Niederösterreich; † 14. Februar 2023) war ein österreichischer Journalist, der 1959 gemeinsam mit Hans Dichand maßgeblich an der Neugründung der Kronen Zeitung beteiligt war, deren Chefredakteur er bis 2001 blieb.

## Leben und Werk
Von der 1959 erfolgten Neugründung der Kronen Zeitung war Dragon bis 2001 Mitglied in deren Führungsteam. Selbst nachdem er wegen eines Konfliktes von Dichand fristlos entlassen worden war, hatte er als Krone-Einzelprokurist der WAZ-Mediengruppe bis Mitte 2007 weiterhin maßgeblichen Einfluss auf das Blatt.

## Publikationen
- Friedrich Dragon: Die Wiener Presse kirchlicher Tendenz vom Revolutionsjahr 1848 bis zur Gründung der „Reichspost“ (1894). Universität Wien. Dissertation 1954. 92 Blatt.